# ABWH (группа)
Anderson Bruford Wakeman Howe (сокращённо ABWH) — британская рок-группа направления «прогрессивный рок», созданная в 1989 году бывшими участниками прог-рок-группы Yes, Джоном Андерсоном, Биллом Бруфордом, Риком Уэйкманом и Стивом Хау. В том же 1989 году, пригласив бас-гитариста Тони Левина, группа записала единственный студийный альбом — Anderson Bruford Wakeman Howe.

## История
В 1988 году Джон Андерсон, несогласный с текущим музыкальным стилем группы «Yes», создал альтернативный проект, стремясь возродить классическое звучание легендарного коллектива. При этом в состав группы вошли другие бывшие участники «Yes» — Билл Бруфорд, Рик Уэйкман и Стив Хау.
Музыканты отказались от названия «Yes», в том числе и по коммерческим причинам. Вначале поступило предложение назвать группу «No», в противовес «Yes», но в конце концов от этой идеи отказались и названием стали инициалы имен членов коллектива — ABWH (A — Anderson, B — Bruford, W — Wakeman, H — Howe).
В качестве бас-гитариста пригласили мультиинструменталиста Тони Левина, до этого работавшего с Бруфордом в King Crimson.
Единственный студийный альбом вышел в 1989 году. Композиция «Brother of Mine» добилась «золотого» статуса в США, а видеоклип к песне стал популярен на MTV.
Микширование исполнил лично Джон Андерсон, тогда как партии для альбома музыканты записывали по отдельности. Особенности процесса записи привели к недовольству гитариста Стива Хау, ему не понравилось как была интерпретирована его игра. Тем не менее ударник Билл Бруфорд заявил, что такой специфический подход являлся на тот моментом единственным способом свести воедино всех четырёх бывших участников Yes.
После мирового турне ABWH выпустили концертный альбом «An Evening of Yes Music Plus», вышедший в 1993 году. Выход альбома спровоцировал судебный иск по поводу нарушения авторского права со стороны Atlantic Records. Во время последовавшего турне члены группы наряду со своими песнями, исполняли и классические хиты Yes. Каждый концерт группы начинался с сольных номеров всех участников группы.
В дальнейшем пути ABWH и Yes пересеклись. Объединению способствовала звукозаписывающая компания Arista, которая не исключала создания из бывших членов групп единого проекта. В итоге вышел совместный альбом Yes - ABWH Union (первоначально планировалось выпустить два различных альбома, один от имени Yes, другой от ABWH). Несмотря на название, единственным связующим звеном между коллективами оказался Джон Андерсон, который был вокалистом в двух группах одновременно.
После выхода альбома последовал мировой тур «Union», благодаря которому поклонники группы смогли услышать практически весь классический репертуар Yes.
Но несмотря на удачный тур, «Union» так и не оправдал надежды фанатов и самих участников группы.

## Дискография
- 1989 Anderson Bruford Wakeman Howe
- 1991 Union (совместно с Yes)
- 1993 An Evening of Yes Music Plus (live album)
- 2012 Live at the NEC (live album)

## Видеография
- 1990 In The Big Dream

## Составы

### 1988-89
- Джон Андерсон (Jon Anderson) — ведущий вокал
- Стив Хау (Steve Howe) — гитара, вокал
- Рик Уэйкман (Rick Wakeman) — клавишные
- Билл Бруфорд (Bill Bruford) — барабаны
- Тони Левин (Tony Levin) — бас-гитара

#### Сессионные музыканты
- Matt Clifford — клавишные, программирование, оркестровка, бэк-вокал
- Milton McDonald — ритм-гитара
- Deborah Anderson – бэк-вокал
- Tessa Niles – бэк-вокал
- Carol Kenyon – бэк-вокал
- Frank Dunnery – бэк-вокал
- Chris Kimsey – бэк-вокал
- Emerald Community Singers, Montserrat – бэк-вокал

### 1990
- Джон Андерсон (Jon Anderson) — ведущий вокал
- Стив Хау (Steve Howe) — гитара, вокал
- Рик Уэйкман (Rick Wakeman) — клавишные
- Билл Бруфорд (Bill Bruford) — барабаны
- Джефф Берлин (Jeff Berlin) — бас-гитара

### 1991 (совместно с Yes)
- Джон Андерсон (Jon Anderson) — ведущий вокал
- Стив Хау (Steve Howe) — гитара, вокал
- Рик Уэйкман (Rick Wakeman) — клавишные
- Билл Бруфорд (Bill Bruford) — барабаны
- Тони Левин (Tony Levin) — бас-гитара
- Крис Сквайр (Chris Squire) — дополнительный вокал